# Operativer Verband der russischen Seekriegsflotte im Mittelmeer
Der operative Verband der russischen Seekriegsflotte im Mittelmeer (russisch Оперативное соединение ВМФ России на Средиземном море) ist ein Marineverband im Mittelmeer.

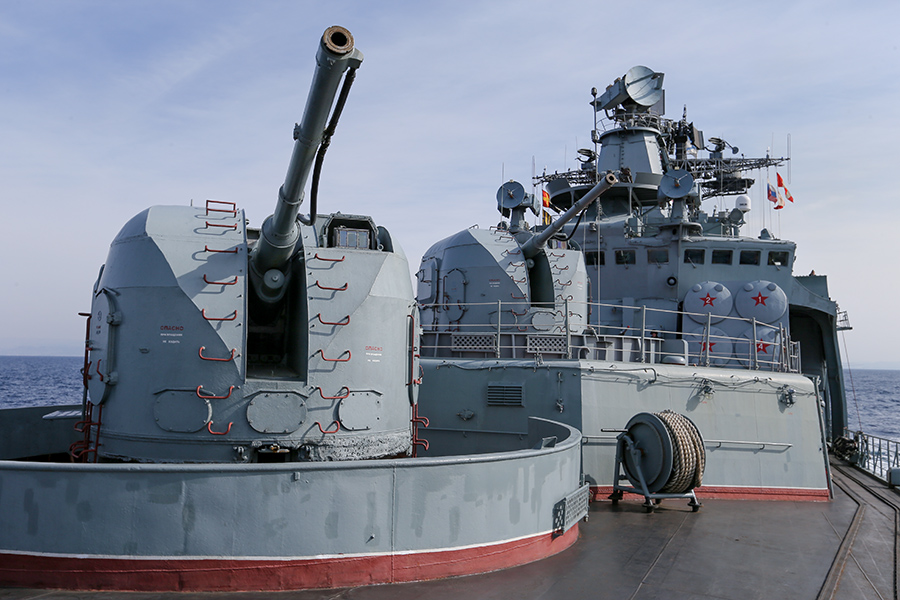
Zerstörer der Udaloy-Klasse mit zwei Geschützen AK-100 und Lenkwaffen SS-N-14 Silex vor der Küste Syriens (2016)

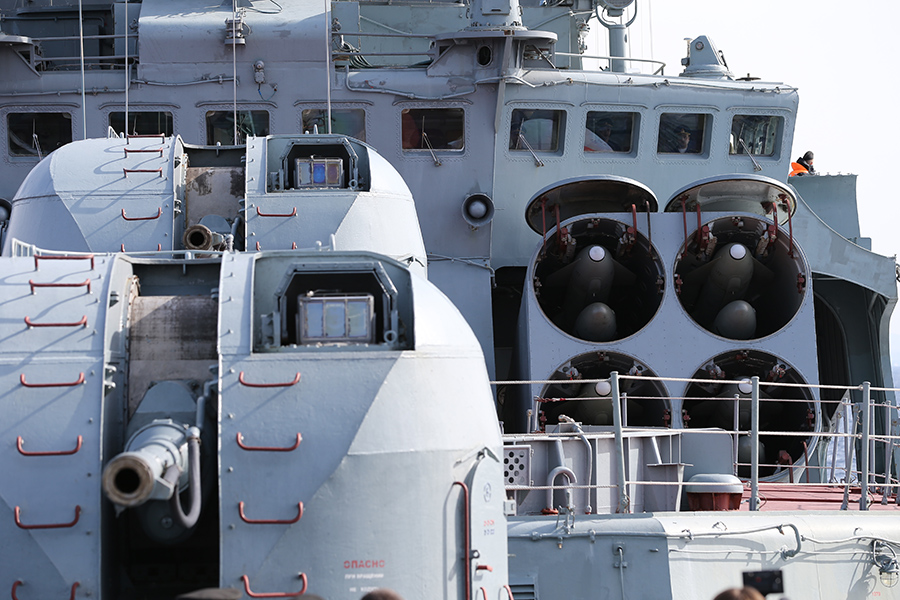
Lenkwaffen in Startvorrichtung

Der 2013 aufgestellte Verband untersteht der Schwarzmeerflotte.

## Kommandeure
- Kapitän 1. Ranges Juri Stanislawowitsch Semski, 2011–2014[1]
- Kapitän 1. Ranges Alexander Anatoljewitsch Okun, 2015–2016[2]
- Kapitän 1. Ranges Pawel Gennadjewitsch Jasnizki, seit 2016

## Syrien
Anlässlich des Syrischen Bürgerkriegs und des russischen Militäreinsatzes in Syrien werden russische Kriegsschiffe im östlichen Mittelmeer eingesetzt.